# روزتا کالاوتا
روزتا کالاوتا (ایتالیایی: Rosetta Calavetta؛ ‏ ۲۷ اوت ۱۹۱۴ – ۳ فوریهٔ ۱۹۹۳) بازیگر و صداپیشه اهل ایتالیا بود.
از فیلم‌هایی که وی در آن نقش داشته‌است، می‌توان به خیمه‌شب‌بازی اشاره کرد.